# 藤舞みいな
藤舞 みいな（ふじまい みいな、1988年5月8日 - ）は、日本のAV女優。元アリュール所属。

## 略歴・人物
元銀行員の肩書きを持ち、人気ブロガー・着エロアイドルとして活動した後、2009年10月にAVデビュー。
2010年1月25日付の公式ブログにて、1月末をもってブログ閉鎖とAV女優を休業することを発表した。事実上の引退とみられる。

## 出演作品

### イメージビデオ
- 現役銀行員アイドルの過激作!! NOと言えない少女 初本フェラ! 初本手コキ! 初潮吹き!! （2009年6月4日、C&H）

### アダルトビデオ
2009年
- 元・銀行員で人気ブロガーの着エロアイドルが遂に、挿れるハズのないチンポを挿れるハズのないマンコにがっつりブチ込んでAVデビュー （10月5日、ワープエンタテインメント）
- 敏感すぎる素人娘の愛液グチョグチョ手コキナンパ （10月8日、ナチュラルハイ）…オムニバス作品
- 「通学電車で女子校生だけに勃起チ○ポを見せつけさらに股間と股間を擦りつけたら?」 （11月19日、DANDY）…オムニバス作品 他出演:片瀬くるみ、今井さやか ほか
- 騙姦（だまかん） 01 女子大生編 （11月20日、ラストラス）…共演:みづなれい、神崎るる

2010年
- この女子、アナレンタル 01 （1月1日、プレステージ）
- THE FUCK FUCK FUCK 4 （1月9日（レンタル）／2月5日（セル）、クリスタル映像）…オムニバス作品 他出演:常磐エレナ、渥美裕美、森山みき、和希あい、酒井唯香
- ギャルズトーク 10 （1月13日、プレステージ）…共演:相馬優希、柳原純、なのかひより、泉結愛
- 1発が大量な濃厚ザーメンをゴックンしてから、また勃ってきちゃいそうなほど丁寧なおそうじフェラ （1月15日、ワープエンタテインメント）
- 東京で1番可愛い完全顔出し本物の援交娘 （1月21日、SODクリエイト）…オムニバス作品 他出演:みさ、ゆうか、ゆうこ、みか、みほ ※「えりか」名義
- HOT TOGETHER!! 12 （1月22日、プレステージ）…共演:瀬奈ジュン、大沢のぞみ
- ショップ店員ハンター TARGET NO.1 （2月2日、プレステージ）…共演:☆LUNA☆、吉田花